# Драмбаєв Олександр Олександрович
Олександр Олександрович Драмбаєв (нар. 21 квітня 2001, Запоріжжя, Україна) — український футболіст, захисник ЛНЗ. Виступав за молодіжну збірну України.

## Життєпис
Народився в Запоріжжі, футболом розпочав займатися в дитячо-юнацькій школі місцевого «Металурга», а в 2018 році перейшов до молодіжної академії «Шахтаря».
Виступав за «Шахтар» у молодіжному чемпіонаті України, але за головну команду дебютувати не вдалося. У січні 2021 року відправився у 6-місячну оренду до «Маріуполя». У футболці приазовців дебютував 14 лютого 2021 року в програному виїзному поєдинку 14-го туру Прем'єр-лізі України проти «Олександрії» (0:1). Олександр вийшов на поле на 82-й хвилині, замінивши Петра Стасюка.
Влітку 2022 року на правах оренди перейшов до бельгійського клубу «Зюлте-Варегем».
Сезон 2024/24 Драмбаєв почав в клубі «Кривбас». В січні 2025 року футболіст приєднався до черкаського ЛНЗ.